# Mario Bandini Piccolomini

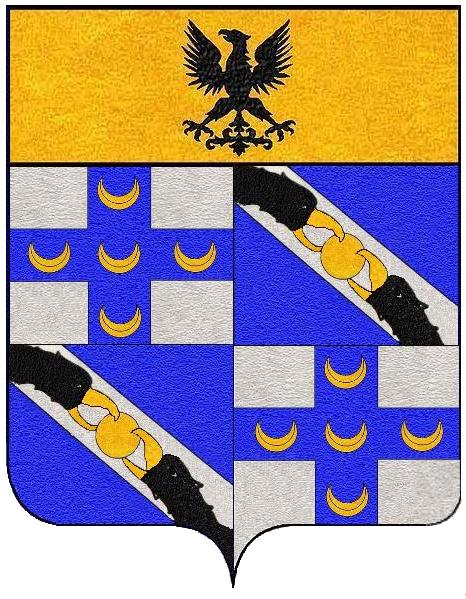
Wappen von Mario Bandini Piccolomini

Mario Bandini Piccolomini (* um 1500 in Siena; † 13. Juni 1558 in Montalcino) war ein italienischer Politiker.

## Biografie
Sein Vater Sallustio Bandini entstammte, ebenso wie seine Mutter Montanina Piccolomini, einer bedeutenden und einflussreichen sienesischen Familie. Zu den nahen Verwandten seiner Mutter gehörten neben den Päpsten Pius II. und Pius III. auch Papst Paul III. Farnese. Von Kindheit an war er durch das Prestige der Familie seiner Mutter und den Einfluss seines Onkels Kardinal Giovanni, Bruder seiner Mutter und Erzbischof von Siena, geprägt. Diese unlösbaren Bindungen führten dazu, dass er zusammen mit seinem Bruder Francesco in das Piccolomini-consorteria eintrat, indem er sein eigenes Wappen mit dem seiner mütterlichen Vorfahren verband und den Nachnamen Piccolomini zu dem der Familie Bandini hinzufügte und so 1526 den Zweig Bandini Piccolomini begründete.
Neben den politischen und wirtschaftlichen Vorteilen, die sich aus der oben genannten Vergangenheit ergeben, war er auch der älteste Sohn einer alten und mächtigen sienesischen Familie. Er erbte von seinem Vater die Herrschaft von Castiglioncello und ein riesiges Lehen auf dem Gebiet der Massa di Maremma, wo die Familie große Landflächen besaß und ihren Reichtum der Ausbeutung von Silber- und Kupferminen in diesem Gebiet verdankte. In seiner Jugend musste er hilflos die Tyrannei der Familie von Pandolfo Petrucci beobachten, die nach den langen und anstrengenden inneren Kämpfen in Siena an die Macht kam. Es wurden im Wesentlichen zwischen den Ghibellinen, den Noveschi und den Guelfen gekämpft.

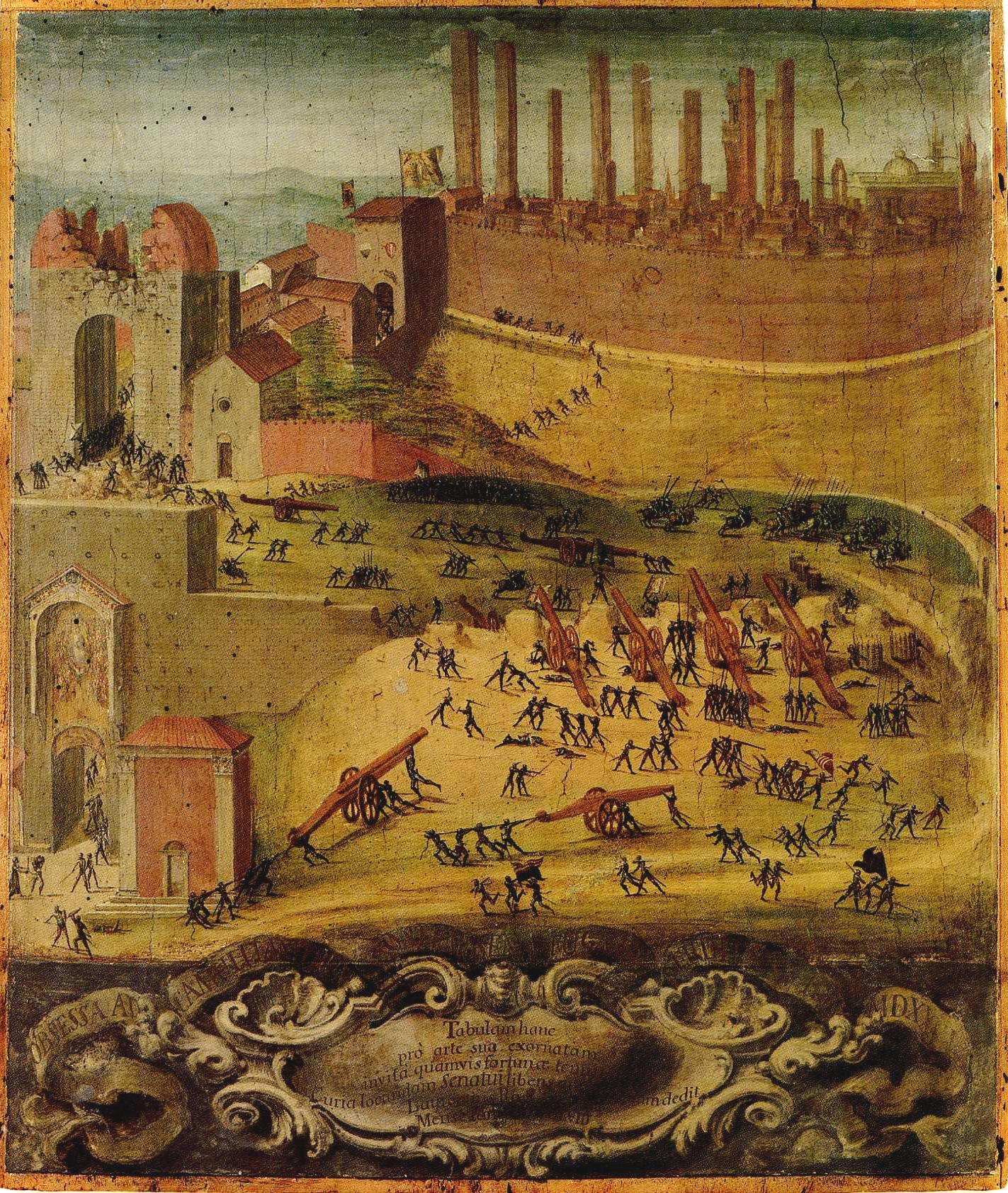
Der Sieg von Porta Camollia – 1527

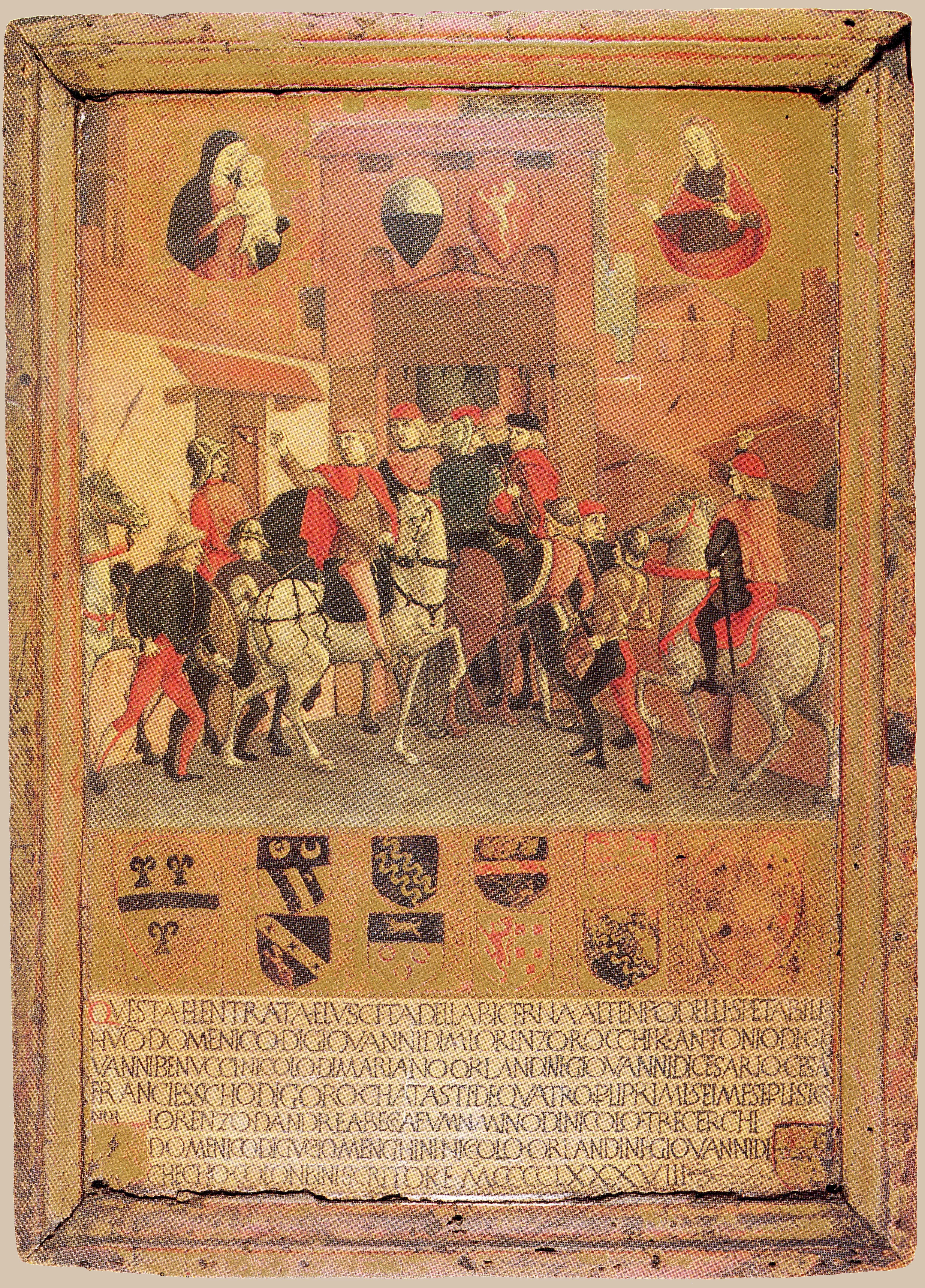
Pandolfo Petrucci kommt nach Siena (Porta di Fontebranda) – 1487

Ein Umstand, der in Bandini die Angst um die Freiheit verstärkte, die sowohl in den familiären Beziehungen als auch in der sienesischen Jugend im Allgemeinen begründet war. Er trat in jungen Jahren in den obersten Magistrat ein, wie es andererseits bei den damaligen Aristokraten üblich war. Im Gegensatz zu anderen jungen Menschen nahm er aktiv am politischen Leben der Republik teil. Als ehemaliger Kanzler der Balìa beteiligte er sich 1524 an der Spitze des bewaffneten Aufstands, der Fabio, den mittelmäßigen Erben von Pandolfo, vertrieb und damit sowohl die Petrucci als auch die Noveschi aus der Republik verdrängte. Eine Episode, die ihm zusammen mit anderen blutigen Ereignissen, die sich in den folgenden Monaten gegen die Streitkräfte der Guelfen ereigneten, die persönliche Feindseligkeit von Papst Clemens VII. einbrachte, der zusammen mit den Florentinern und den Exil-Noveschi eine Armee gegen die Sienesen organisierte. Nachdem die an Zahl weit überlegenen Alliierten die Küstenbefestigungen der Republik, Talamone und Orbetello, besetzt hatten bedrohten sie nun Siena. Der Krieg wurde unerwartet auf Kosten der Republik Florenz geführt, die an der Porta di Camollia eine schwere Niederlage erlitt. Da die Bandini in der Garnison der Stadt einen inzwischen immer größeren Einfluss hatten, beteiligte Mario sich auch bei dieser Gelegenheit entschlossen durch Übernahme des Kommandos einer Kompanie bewaffneter Lucignanesen als Kavalleriehauptmann.
In dieser Zeit erreichten Mario und seine Familie das höchste Ansehen. 1526 ernannte ihn Karl V. zum Cavaliere Aurato und verlieh ihm den Titel des Pfalzgrafen. Später erlaubte ihm die Republik, das Lehen von Marsiliana zu erwerben, das von den rebellischen Söhnen von Petrucci beschlagnahmt wurde. Bandini, der nach diesen erfolgreichen Jahren einer der mächtigsten Männer in Siena wurde, musste das Auf und Ab des Niedergangs der Republik mitverfolgen. Die Allianz mit der kaiserlichen Familie war ein Misserfolg. Bandini musste die Rückkehr und Wiedereingliederung der Noveschi mit Bedauern verfolgen. Darüber hinaus wurde Petrucci durch andere vom Kaiser entsandte Männer ersetzt, als Agenten, als Berater oder alternativ als Generalkommandanten der Armee. Personen, die nichts anderes als eine Art Vizekönig von Karl V. waren. Der letzte in dieser Serie war Don Diego Hurtado de Mendoza mit seiner harten und repressiven Regierung. Bandini hatte weiterhin wichtige militärische und politische Positionen inne, sowohl in Siena als auch im Ausland. Nach den Misserfolgen des Krieges gegen die Florentiner verpflichtete er sich zu Hause zur Wiederherstellung der Verwaltung und zur Unterwerfung rebellischer Vasallen. Im Ausland arbeitete er als diplomatischer Vertreter für das Königreich Neapel, den Hof Karls V., das Herzogtum Mailand und den Kirchenstaat. Seine Begeisterung war jedoch nicht mehr die des jugendlichen von einst. Nach und nach zog er sich ins Privatleben zurück und kümmerte sich um die wirtschaftlichen Interessen der Familie. Nach der Vertreibung der Spanier, als 1553 ein neuer Krieg die Freiheit des Landes bedrohte, wurde er von seinem Bruder dem Erzbischof Francesco aufgefordert in das politische und militärische Leben zurückzukehren. Er gehörte dem Magistrat der Otto della guerra an und war der letzte Capitano del Popolo der Republik Siena. Am Tag der Niederlage, nahm er in einer heldenhaften Geste und von politischer Bedeutung das öffentliche Siegel, das Symbol der Macht der Republik, mit ins Exil anstatt es dem Marchese di Marignano, dem Kommandeur der Truppen der Medici zu übergeben. Von der Medici-Regierung zum Rebellen erklärt, war er von 1555 bis zu seinem Todestag in der Regierung und Verteidigung der Repubblica di Siena riparata in Montalcino. Sein Eigentum wurde beschlagnahmt und erst nach dem Frieden von Cateau-Cambrésis von 1559 wurde es an die Familie zurückgegeben.
Die Familie bestand neben seinem Bruder Francesco († 1588) aus vier Kindern:
- Germanico (1532 – † 1569). Er wurde Ritter des Orden vom Goldenen Sporn und Graf vom Heiligen Lateranpalast. Im Jahre 1560 wurde er Bischof von Korinth.[4]
- Sallustio (1544 – † 1570). Wie sein Bruder war er Ritter des Orden vom Goldenen Sporn und Graf des Heiligen Lateranpalastes. Er war auch ein Edelmann des Großherzogs Cosimo I. de’ Medici. Er starb ohne Nachkommen.[4]
- Montanina (1533 – † ca. 1600), verheiratet mit Amerigo Amerighi
- Berenice  (1530 – † ca. 1590), verheiratet mit Alfonso Bardi. Berenice und ihre Schwester Montanina waren die letzten überlebenden Nachkommen der Bandini Piccolomini. Auf Geheiß des Bruders ihres Vaters, ihres Onkels Francesco, des Erzbischofs von Siena, erhielten sie das gesamte Familienerbe, mit der Verpflichtung für die Nachkommen, auf den Nachnamen und das Wappen der Bardi zu verzichten und das der Bandini anzunehmen.[6]